# Barypenthus interclusus
Barypenthus interclusus är en nattsländeart som först beskrevs av Walker 1860.  Barypenthus interclusus ingår i släktet Barypenthus och familjen böjrörsnattsländor. Inga underarter finns listade i Catalogue of Life.